# Giuseppe Sobrero
Giuseppe Gaetano Sobrero (Cavallermaggiore, 1781 – 1873) fu un medico piemontese, segretario della Regia Università di Torino, socio dell'Accademia delle Scienze di Torino e sindaco di Torino nel 1820.

## Biografia
A partire dal 1805 insegnò matematica, filosofia e fisica al Liceo Imperiale di Casale Monferrato, fondato da Napoleone.
Sposò Giuseppina De Michelis (1794-1878), con cui ebbe quattro figli: Lorenzo, che divenne un giudice, Ascanio, che divenne un chimico e sintetizzò per primo la nitroglicerina, Candido, fratello gemello di Ascanio, che divenne un generale, e Felicita. Il fratello Carlo Raffaello Sobrero fu invece direttore del Laboratorio chimico dell'Arsenale di Torino.
Dopo la caduta di Napoleone e la trasformazione del Liceo Imperiale in Reale Collegio di Educazione, si trasferì a Torino, dove divenne segretario della  Regia Università  e socio corrispondente dell'Accademia delle Scienze.
Nel 1820 fu sindaco di Torino insieme con Enrico Seyssel d'Aix.
Fu anche vicesindaco del suo paese natale, Cavallermaggiore, dove affrontò il problema della riforma dei cimiteri e promosse la modernizzazione delle autopsie.